# Aleksandr Lebiediew (wioślarz)
Aleksandr Lebiediew (ros. Александр Лебедев, ur. 10 października 1984 w Twerze) – rosyjski wioślarz.

## Osiągnięcia
- Mistrzostwa Świata U-23 – Amsterdam 2005 – czwórka podwójna – 5. miejsce[1].
- Mistrzostwa Świata U-23 – Hazewinkel 2006 – czwórka podwójna – 11. miejsce[1].
- Mistrzostwa Europy – Ateny 2008 – ósemka – 2. miejsce[1].
- Mistrzostwa Świata – Poznań 2009 – ósemka – 10. miejsce[1].